# Aigumont
Aigument is een gehucht in de Franse gemeente Avesnes-en-Val in het departement Seine-Maritime in Normandië.
Het gehucht ligt een halve kilometer ten oosten van het dorpscentrum van Avesnes.

## Geschiedenis
Op de 18de-eeuwse Cassinikaart is de plaats aangeduid als Agumont.
Op het eind van het ancien régime op het eind van de 18de eeuw, toen de gemeenten werden gecreëerd, werd de plaats een deel van de gemeente Avesnes (later Avesnes-en-Val genoemd).
Aigumont · Avesnes-en-Val · Blanques · Feuilloy · Maisoncelle · Règnetuit · Saint-Aignan · Villy-le-Haut